# Прапор Доманівки
Пра́пор Дома́нівки затверджений 5 березня 2015 року рішенням № 14 ХХХІІ сесії 6 скликання Доманівської селищної ради. Автор: І. Янушкевич.

## Опис
Квадратне полотнище складається з двох рівновеликих горизонтальних смуг – синьої і жовтої. Біля древка зелена смуга шириною в 1/3 довжини прапора, у верхній частині якої щиток: в білому полі зелена літера «Д».

## Історія

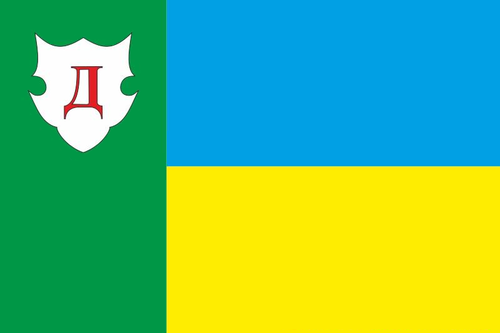
Попередній варіант прапора

Затверджений 4 жовтня 2007 р. рішенням № 4 сесії Доманівської селищної ради.
Прямокутне полотнище з співвідношенням сторін 2:3 складається з двох рівновеликих горизонтальних смуг блакитного і жовтого кольорів. Біля древка зелена смуга в 1/3 довжини прапора, у верхній частині якої щиток: в білому полі червона літера «Д».